# Cazorla (paroisse civile)
Pour les articles homonymes, voir Cazorla.
Cazorla est l'une des deux paroisses civiles de la municipalité de San Gerónimo de Guayabal dans l'État de Guárico au Venezuela. Sa capitale est Cazorla.

## Géographie

### Démographie
Hormis sa capitale Cazorla, la paroisse civile comporte plusieurs localités, dont :
- Boca de Arguaca
- Cazorla
- Costa de Agua Verde
- El Palito
- La Majada
- Las Culebritas
- Los Corozales
- Los Corozos
- Los Paujises
- Perico
- Rabanalito
- Ruperto